# Richie Kamuca
Richard Kamuca (Philadelphia, 23 juli 1930 - Los Angeles, 22 juli 1977) was een Amerikaanse jazzsaxofonist.

## Biografie
Toen Kamuca op jeugdige leeftijd voor de eerste keer Lester Young hoorde, wenste hij zich van zijn ouders een saxofoon. Hij ging toentertijd op de Mastbaum High School in Philadelphia en zijn mede-scholieren en vrienden waren Buddy DeFranco en Red Rodney. Richie speelde in het schoolorkest en in een plaatselijke dansband. In 1946 vond zijn eerste tournee plaats en wel met zijn beste vriend, de pas 17-jarige Clifford Brown. Met een ritmesectie speelden ze tijdens de zomervakantie voor drie weken in Newark. Daarna speelde Kamuca met muzikanten uit Philadelphia als Ray Bryant, Red Garland, Specs Wright en Philly Joe Jones. In 1949 speelde hij twee jaar in de band van Stan Levey, waarin ook Garland en Nelson Boyd speelden.
Tijdens zijn vroege jaren speelde Kamuca met bands van Stan Kenton (1951-1952, te horen op diens album New Concepts of Artistry in Rhythm) en Woody Herman (1954-55), Chet Baker en in 1957 bij Maynard Ferguson. Tijdens dit jaar ontstond voor Mode Records zijn eerste album onder zijn eigen naam. Hij was van 1957 tot 1958 lid van Howard Rumseys Lighthouse All Stars. In 1958 had Kamuca een kleine rol in het melodrama Rivalen als lid van een jazzband. Frank Sinatra, Tony Curtis en Natalie Wood hadden de hoofdrollen.
In 1959 speelde hij met Shorty Rogers en in hetzelfde jaar met Shelly Manne and his Men, waartoe hij behoorde tot 1962. In herinnering blijven vooral de concertopnamen uit de jazzclub Black Hawk in San Francisco (1959). Bovendien nam hij platen op met Manny Albam, Bill Perkins, Art Pepper, Johnny Richards, Jimmy Rowles en Cy Touff. Hij bracht ook opnamen uit onder zijn eigen naam. In 1962 hing hij naar New York, waar hij werkte met Gerry Mulligan, Gary McFarland en Roy Eldridge. In 1972 keerde hij weer terug naar de westkust en speelde hij daar met plaatselijke bands. Richie Kamuca's spel werd vaak vergeleken met dat van Lester Young, Hij wordt tot de leidende vertegenwoordigers geteld van de Westcoast-jazz, maar hij werkte ook lang aan de oostkust van de Verenigde Staten.

## Overlijden
Richie Kamuca overleed in juli 1977 op bijna 47-jarige leeftijd aan de gevolgen van kanker.

## Discografie
Albums als leader
- 1957: Richie Kamuca Quartet (Mode, VSOP) met Carl Perkins, Leroy Vinnegar, Stan Levey
- 1959: Jazz Erotica (HiFi Jazz Records/Fresh Sound Records) met Ed Leddy, Conte Candoli, Frank Rosolino, Monty Budwig, Stan Levey
- 1959: West Coast Jazz In Hi-Fi (HiFi Jazz Records/OJC)
- 1977: Charlie (Concord Records) met Blue Mitchell, Jimmy Rowles, Ray Brown, Donald Bailey

Albums als sideman
- 1952: Stan Kenton: New Concepts Of Artistry In Rhythm (Capitol Records)
- 1953-56: Chet Baker: The Best Of Chet Baker Plays (Pacific Jazz)
- 1956: Bill Perkins: Just Friends (cd Lonehill Jazz Spain 2006)
- 1956-62: Anita O'Day: Sings The Winners (Verve Records)
- 1958-59: Shorty Rogers: Shorty Rogers Swings (RCA Records)
- 1959: Art Pepper: Modern Jazz Classics (OJC)
- 1959: Shelly Manne & His Men at The Black Hawk, Vol. 1 - 5 (Contemporary Records/OJC)
- 1961: Shelly Manne & His Men Live at The Manne Hole, Vol. 1 - 2 (Contemporary/OJC)
- 1961: Terry Gibbs: Main Stem, The Big Cat (Contemporary/OJC)
- 1964-65: Kenny Burrell: Guitar Forms (Verve Records)
- 1967: Lee Konitz: The Lee Konitz Duets (OJC)
- 1969-70: Thad Jones / Mel Lewis  (LRC)
- 1975: Ray Brown: Brown's Bag (Concord Records)